# 星际争霸：叛乱
《星际争霸：叛乱》（又译作）是1998年发行的即时战略游戏《星际争霸》的资料片，包含新的战役和多人游戏地图扩展包。本作经暴雪娱乐授权，由Aztech New Media开发，并于1998年7月31日在Microsoft Windows平台发售。